# Teresin (Białoruś)
Teresin (biał. Цярэсіны, Ciaresiny; ros. Тересины, Tieriesiny) – wieś na Białorusi, w obwodzie brzeskim, w rejonie kamienieckim, w sielsowiecie Dmitrowicze, w granicach Parku Narodowego „Puszcza Białowieska” i przy drodze republikańskiej R98.

## Historia
W XIX i w początkach XX w. położony był w Rosji, w guberni grodzieńskiej, w powiecie brzeskim.
W dwudziestoleciu międzywojennym leżał w Polsce, w województwie poleskim, w powiecie brzeskim, w gminie Dmitrowicze. W 1921 miejscowość liczyła 46 mieszkańców, zamieszkałych w 9 budynkach, wyłącznie Polaków. 43 mieszkańców było wyznania prawosławnego i 3 rzymskokatolickiego.
Po II wojnie światowej w granicach Związku Sowieckiego. Od 1991 w niepodległej Białorusi.